# Megalophanes stetinensis
Megalophanes stetinensis is een vlinder uit de familie van de zakjesdragers (Psychidae). De wetenschappelijke naam van deze soort is voor het eerst voorgesteld door Duitse entomoloog Herrmann Conrad Wilhelm Hering in een publicatie uit 1846. Soms wordt abusievelijk Eduard Hering (1842-1911) als de auteur van deze soort vermeld. Zowel Herrmann Conrad Wilhelm Hering (1800-1886) als Eduard Hering waren woonachtig in Szczecin, maar scheelden meer dan 40 jaar in leeftijd.

## Verspreiding
De soort komt voor in Duitsland, Polen, Tsjechië, Slowakije, Slovenië, Oekraïne en Europees Rusland.

## Habitat
Deze vlinder prefereert open landschappen met vochtige graslanden, moerassen of rivieroevers en kan tot op een hoogte van 450 meter worden aangetroffen. De vlinder vliegt van mei tot eind juni.

## Ondersoorten
- Megalophanes stetinensis stetinensis (Hering, 1846)
- Megalophanes stetinensis viadrina Staudinger, 1871 (noordwest-Polen en oostelijk Mecklenburg-Vorpommern)